# دربند کلیس

کلیس نام کلاته‌ای در دهستان چاشم در استان سمنان است که در ۵ کیلومتری چاشم قرار دارد و توسط اهالی چاشم کشت و زرع می‌شود جادهٔ چاشم به خطیرکوه به دوآب سوادکوه مازندران از کنار آن می‌گذرد. گویا کلیس در محدودهٔ درون تمیشه قرار داشته و در گذشته دروازه و قلعه بزرگی داشته‌است. از ویمه یا دیمه از مسیر سرلش به آنجا و سپس به آسران وارد می‌شدند یا مسیر سمت چپ را می‌پیمودند وازتنگهٔ رودتالار به سرخ‌آباد و غار اسپهبد خورشید می‌رسیدند. نام آن چند بار در تاریخ طبرستان آمده‌است. تا چندی پیش آثار قلعه در آن بوده‌است که بیشتر آن تخریب گردیده است.

## کلیس در کتب تاریخی
نام دربند یا قلعه کلیس فراوان در کتب تاریخی ذکر شده‌است در زیر به یک نمونه از آن که مربوط به حمله دورمیش خان شاملو با فوجی از دلاوران خود به سمت مازندران می‌باشد اشاره می‌گردد
قلعة کلیس را که از غایت رفعت محسن جلیس بر جیس یودند در ۱۵ ذیحجه سنه ۹۲۳ آن را احاطه نموده و بعد از سه روز جنود عالم سوز جبرا قهراً قلعه را گرفته آنگاه خان شجاعت پناه با خیل و سپاه روانه قلعه اولاد شد.